# Фирижба (Валча)
Фирижба (рум. Firijba) насеље је у Румунији у округу Валча у општини Попешти. Oпштина се налази на надморској висини од 345 m.

## Становништво
Према подацима из 2002. године у насељу је живело 46 становника, од којих су сви румунске националности.